# ژیان‌مرغک عینکی
ژیان‌مرغک عینکی (نام علمی: Zimmerius improbus)، همچنین به نام‌های ژیان‌مرغک specious یا ژیان‌مرغک کوهستانی نیز شناخته می‌شود، یک پرنده گنجشک‌سان کوچک از تیرهٔ ژیان‌مرغان است که در ونزوئلا و کلمبیا یافت می‌شود.
ژیان‌مرغک عینکی در سال ۱۸۷۱ توسط طبیعت‌شناسان انگلیسی فیلیپ اسکلتر و آزبرت سالوین با نام دوجمله‌ای Tyranniscus improbus توصیف شد. در گذشته به عنوان هم‌گونه ژیان‌مرغک گواتمالا (Zimmerius vilissimus) در نظر گرفته می‌شد.